# لواء أحمر الرقبة
لواء أحمر الرقبة (الاسم العلمي: Jynx ruficollis) (بالإنجليزية: Rufous-necked Wryneck)‏ هو نوع من الطيور يتبع جنس اللواء من الفصيلة النقارية الحقيقية.